# Ischnocnema manezinho
Ischnocnema manezinho är en groddjursart som först beskrevs av Mauricio Garcia 1996.  Ischnocnema manezinho ingår i släktet Ischnocnema och familjen Brachycephalidae. IUCN kategoriserar arten globalt som nära hotad. Inga underarter finns listade i Catalogue of Life.